# گمینا رچ
گمینا رچ (به لهستانی:  Gmina Recz) یک گمینا در لهستان است که در شهرستان خوشچنو واقع شده‌است. گمینا رچ ۱۸۰٫۱۳ کیلومتر مربع مساحت و ۵٬۷۴۰ نفر جمعیت دارد.